# Carolina Lozado
Carolina Lozado (?, 7. svibnja 1971.) urugvajska je športska streljašica.
U 33. godini života ostvarila je najveći uspjeh u karijeri kvalificiranjem na Olimpijske igre 2008. u Pekingu. Natjecala se u disciplini "zračni pištolj 10 metara". U prednatjecanju je s rezultatom od 367 bodova završila na predzadnjem 43. mjestu.
Visoka je 1,73 metra i teška 66 kilograma.